# Боулдер-Гілл (Іллінойс)
Боулдер-Гілл (англ. Boulder Hill) — переписна місцевість (CDP) в США, в окрузі Кендалл штату Іллінойс. Населення — 8394 особи (2020).

## Географія
Боулдер-Гілл розташований за координатами 41°42′43″ пн. ш. 88°20′12″ зх. д. / 41.71194° пн. ш. 88.33667° зх. д. (41.711808, -88.336543).  За даними Бюро перепису населення США в 2010 році переписна місцевість мала площу 3,74 км², з яких 3,72 км² — суходіл та 0,02 км² — водойми.

## Демографія
Згідно з переписом 2010 року, у переписній місцевості мешкало 8108 осіб у 2807 домогосподарствах у складі 2136 родин. Густота населення становила 2167 осіб/км².  Було 2952 помешкання (789/км²).
Расовий склад населення:
| - 84,4 % — білих - 4,4 % — чорних або афроамериканців - 0,7 % — азіатів - 0,5 % — корінних американців - 7,3 % — осіб інших рас |

До двох чи більше рас належало 2,6 %. Частка іспаномовних становила 22,3 % від усіх жителів.
За віковим діапазоном населення розподілялося таким чином: 28,1 % — особи молодші 18 років, 60,1 % — особи у віці 18—64 років, 11,8 % — особи у віці 65 років та старші. Медіана віку мешканця становила 34,9 року. На 100 осіб жіночої статі у переписній місцевості припадало 98,7 чоловіків;  на 100 жінок у віці від 18 років та старших — 93,4 чоловіків також старших 18 років.
Середній дохід на одне домашнє господарство  становив 67 059 доларів США (медіана — 62 281), а середній дохід на одну сім'ю — 71 271 долар (медіана — 67 593). Медіана доходів становила 44 905 доларів для чоловіків та 38 507 доларів для жінок. За межею бідності перебувало 16,4 % осіб, у тому числі 19,2 % дітей у віці до 18 років та 10,2 % осіб у віці 65 років та старших.
Цивільне працевлаштоване населення становило 4088 осіб. Основні галузі зайнятості: роздрібна торгівля — 20,9 %, освіта, охорона здоров'я та соціальна допомога — 17,7 %, виробництво — 16,1 %.